# Vallei van de Geisers
De Vallei van de Geisers (Russisch: Долина гейзеров; Dolina gejzerov) is de benaming voor een bekken in het Russische schiereiland Kamtsjatka waar zich over een lengte van 6 kilometer ongeveer 90 geisers en vele andere heetwaterbronnen bevinden. De vallei vormt daarmee het grootste geisergebied van Eurazië en het op een na grootste ter wereld. De vallei is zeer moeilijk te bereiken en de vele toeristen worden dan ook met helikopters aan- en afgevoerd. In 2008 werden de geisers verkozen tot een van de zeven wonderen van Rusland.
Een groot deel van de geisers verdween onder een modderstroom die het gebied teisterde in juni 2007. Aanvankelijk werd gedacht dat de vallei verloren was gegaan, maar al snel bleek dat veel geisers de catastrofe hadden overleefd. Bij de modderstroom ontstond een natuurlijke dam die veel geisers onder water zette. Als gevolg van zware regenval in 2013 werd deze dam echter weer weggespoeld en volgens deskundigen zijn de geisers daarna zelfs nog groter geworden.

## Geografie
De geisers bevinden zich in het dal van de rivier de Gejzernaja, een zijrivier van de Sjoemnaja, die weer uitmondt in de Kronotskigolf van de Grote Oceaan. De geisers vormen onderdeel van het natuurgebied zapovednik Kronotski, dat door UNESCO is aangewezen als onderdeel van het werelderfgoedmonument "Vulkanen van Kamtsjatka".
De geisers liggen met name op de linkeroever van de zich hier verdiepende rivier de Gejzernaja, waardoor geothermisch water stroomt vanuit een relatief jonge stratovulkaan, de 1552 meter hoge Kichpinytsj. Binnen in deze vulkaan bevindt zich ook de zogenoemde "Vallei des doods", die zo genoemd wordt vanwege de dodelijke gassen in de krater. In het gebied bevinden zich op een oppervlakte van ongeveer 2 vierkante kilometer ongeveer 20 middelgrote geisers en vele heetwaterbronnen (met een temperatuur van meer dan 95 °C) en fumaroles. De 'vallei' zelf is in feite een kloof van 2 bij 4 kilometer. Een deel van de vallei wordt sinds 2007 overdekt door een modderstroom.

## Geschiedenis
De geisers werden in april 1941 ontdekt door de lokale Russische hydrologe Tatjana Oestinova en haar Itelmeense gids Anisifor Kroepenin. Oestinova publiceerde haar ontdekking 14 jaar later, maar de ontdekking trok weinig wetenschappelijke aandacht tot 1972. Wel kwamen veel nieuwsgierigen een kijkje nemen, hetgeen in 1967 leidde tot een verbod op "wild" toerisme en in 1977 tot een algeheel verbod voor toeristen op het toch al gesloten schiereiland Kamtsjatka. Midden jaren zeventig werden de vulkanen systematisch onderzocht en in 1990 werd een automatisch monitoringsysteem in dienst gesteld. Ondertussen werden ruim dertig geisers voorzien van namen, waaronder ook de grote geiser Velikan, die water tot 40 meter hoog uit de aarde kon doen opschieten.
Op 4 oktober 1981 werd de vallei getroffen door de tyfoon Elsa, die het water van de rivier de Gejsernaja een aantal meters deed stijgen, waardoor rotsblokken van meer dan 3 meter doorsnee werden meegevoerd naar beneden, hierbij alles vernietigend wat in de weg stond. Als gevolg hiervan werd de geiser Bolsjaja Petsjka ("grote oven") verwoest en liep de grot Malachitovi ("malachietgrot") zware schade op. Toch werd het gebied vanaf de jaren 80 in de Sovjet-Unie aangeprezen als een van de toeristische hotspots van Kamtsjatka en het Russische Verre Oosten. Vanaf 1993, na de aanleg van toeristische infrastructuur, werd de geiservallei ook opengesteld voor buitenlandse toeristen. Elk jaar komen ongeveer 3.000 toeristen naar de vallei; het aantal toeristen is aan een jaarlijks limiet gebonden. De mogelijkheid voor toeristen op eigen gelegenheid naar de vallei te reizen is zo veel mogelijk beperkt. Een poging van het hoofd van het Russische Federaal Agentschap voor Toerisme Vladimir Strzjalkovski het toeristenquotum te verhogen door president Vladimir Poetin hiervoor toestemming te vragen liep op niks uit: Poetin gaf aan dat alleen deskundigen dit zouden kunnen beoordelen, wat door de Russische pers werd gezien als een weigering.

### Aardverschuiving van 2007
Op 3 juni 2007 werd de vallei, mogelijk als gevolg van een aardbeving, getroffen door een aardverschuiving, waarbij een hele berghelling naar beneden kwam en de rivier de Gejsernaja en twee derde van de vallei en daarmee een groot aantal bronnen bedekte onder een dikke laag modder, gravel, rots, sneeuw en ijs. Ook werd hierdoor een natuurlijke dam gevormd, die een thermisch meer en enkele kleinere meertjes deed ontstaan, waarmee ook veel heetwaterbronnen werden bedekt. Na een paar dagen zakte het water echter weer. Er vielen geen slachtoffers doordat de modderstroom tot stilstand kwam op ongeveer een meter afstand van de helikopter en het hotel van de vallei, waar de 19 aanwezige toeristen zich hadden verscholen. De vallei werd gesloten voor het toerisme van 3 juni tot 20 juli, tijdens welke periode de wandelpaden en de twee helikopterplatforms in de vallei werden hersteld. Op 30 juli waren 20 van de 42 grote en middelgrote geisers weer in werking en bevonden 13 (waaronder de geiser Bolsjoj, die een van de grootste publiekstrekkers vormt) zich nog onder het water. Op 19 september werkte de geiser Bolsjoj, die in totaal 3 maanden onder water stond, echter alweer even goed als voor de aardverschuiving.

## Trivia
- in 1972 werd de film Zemlja Sannikova opgenomen in de vallei.